# Aumühle (Egling)

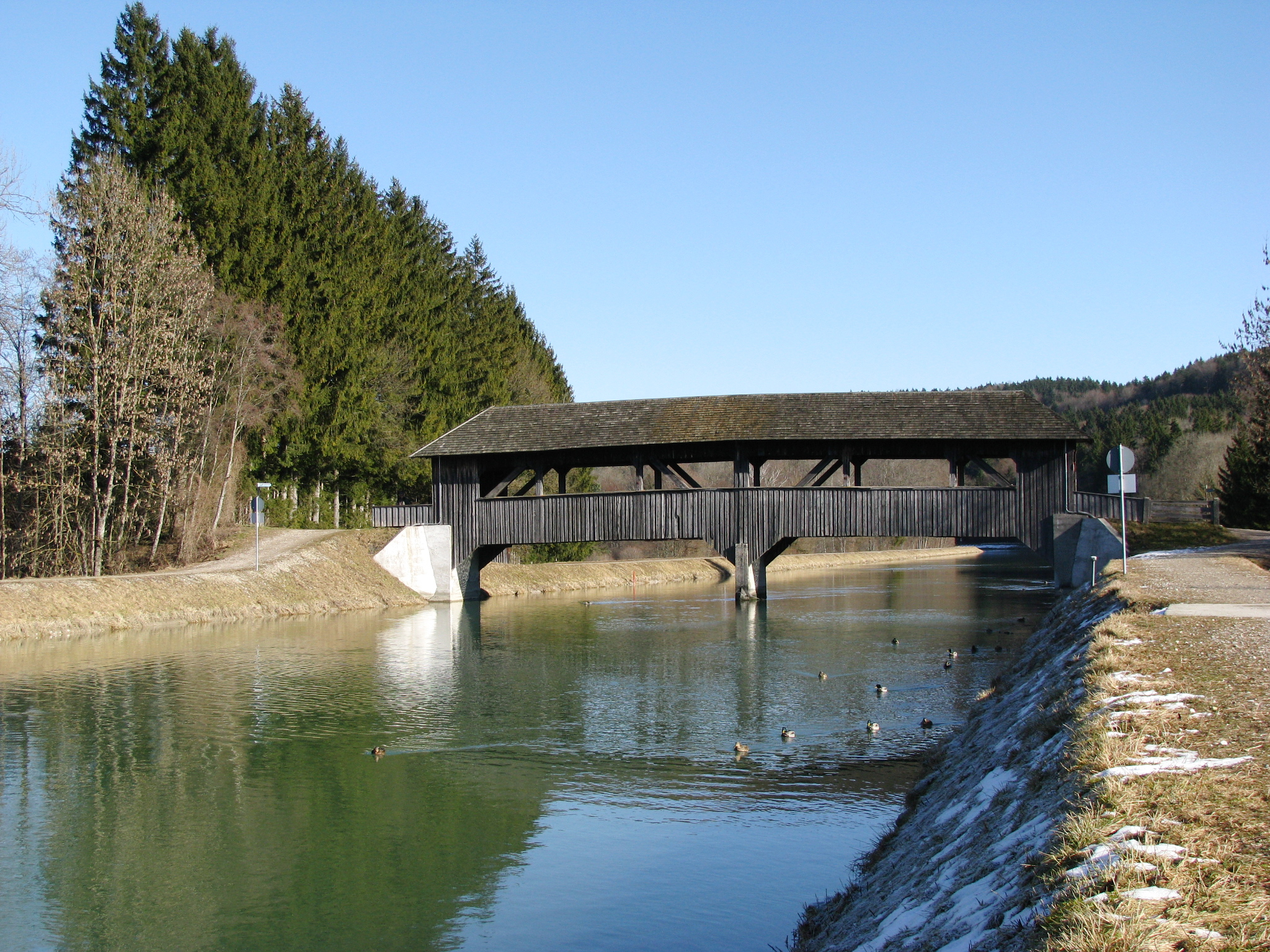
Mühltalkanal bei Aumühle

Aumühle ist ein Gemeindeteil von Egling im oberbayerischen Landkreis Bad Tölz-Wolfratshausen.. Das Dorf liegt am Mühltalkanal.
Zwei der Anwesen des Weilers aus dem 18. Jahrhundert stehen unter Denkmalschutz (siehe auch: Liste der Baudenkmäler in Egling#Weitere Ortsteile).